# François-Alphonse Forel
François-Alphonse Forel (Morges, 2 febbraio 1841 – Morges, 7 agosto 1912) è stato uno scienziato svizzero, pioniere nello studio dei laghi e considerato il fondatore della limnologia, lo studio dei corpi d'acqua dolce e delle loro caratteristiche biologiche, chimiche e fisiche.
Insieme a Wilhelm Ule ha ideato la Scala Forel-Ule utilizzata per valutare il colore di uno specchio d'acqua mentre, in un campo completamente diverso, ha sviluppato in collaborazione con lo scienziato italiano Michele Stefano de Rossi la Scala Rossi-Forel per descrivere l'intensità di un terremoto. 

## Biografia
Forel nacque a Morges, in Svizzera, sul lago di Ginevra. Suo padre, François Marie Étienne Forel (1765-1865) era uno storico e giurista molto rispettato ed ebbe una forte influenza nella vita del figlio. Fin da giovane, François-Alphonse Forel fu coinvolto in alcuni studi archeologici dei colleghi di suo padre. Molti membri della famiglia di Forel erano anche stimati studiosi e scienziati.
Forel iniziò la sua formazione al Collège de Morges. Alla fine, lasciò Morges per la scuola secondaria a Ginevra al Gymnase de Genève. Lì, studiò scienze naturali e medicina. Poi frequentò l'università all'Académie de Genève dove ottenne una laurea in lettere e una laurea in scienze fisiche e naturali. Quando compì 18 anni, lasciò il paese per frequentare l'Académie de Montpellier a Montpellier, in Francia. Studiò all'università per due anni e trascorse in seguito una parte del tempo studiando medicina da solo a Parigi. Successivamente, si trasferì in Germania e studiò all'Università di Würzburg. Nel 1865, quando Forel aveva 24 anni, ottenne un dottorato in medicina e ostetricia.

## Carriera
Poco dopo aver ottenuto il suo dottorato, Forel tornò sul Lago di Ginevra in Svizzera. Lì, iniziò i suoi studi sul lago che comprendevano zootomia, fisica, chimica, biologia, storia naturale e persino economia.  Nel 1869 divenne professore di scienze all'Università di Losanna (allora nota come Accademia di Losanna), che si trovava vicino alla sua casa sul Lago di Ginevra. Ha insegnato istologia, anatomia e fisiologia.
Ma il suo vero amore era il lago.  Le sue indagini sulla biologia, la chimica, la circolazione dell'acqua e la sedimentazione, e soprattutto le loro interazioni, hanno gettato le basi di una nuova disciplina. Chiamò la sua attività limnologia in analogia con l'oceanografia ("la limnografia" avrebbe potuto essere confusa con il limnografo, che misura il livello dell'acqua nei laghi).
La sua opera principale, Le Léman, fu pubblicata in tre volumi tra il 1892 e il 1904. I volumi coprivano una serie di argomenti tra cui la definizione di limnologia,  le impostazioni geografiche, la geologia, la climatologia, l'idrologia e la batimetria dei sistemi lacustri. La monografia proseguiva poi descrivendo l'idraulica lacustre, le siche, le onde e le correnti, la stratificazione della temperatura, l'ottica, l'acustica e la chimica. Ciò è stato cementato dalla pubblicazione di un manuale sull'argomento.  Forel scoprì il fenomeno delle correnti di densità nei laghi e spiegò le oscillazioni ritmiche osservate nelle acque chiuse.
È anche noto per il suo lavoro sul fenomeno ottico della Fata Morgana, che può essere visto guardando, tra gli altri luoghi, il Lago di Ginevra.

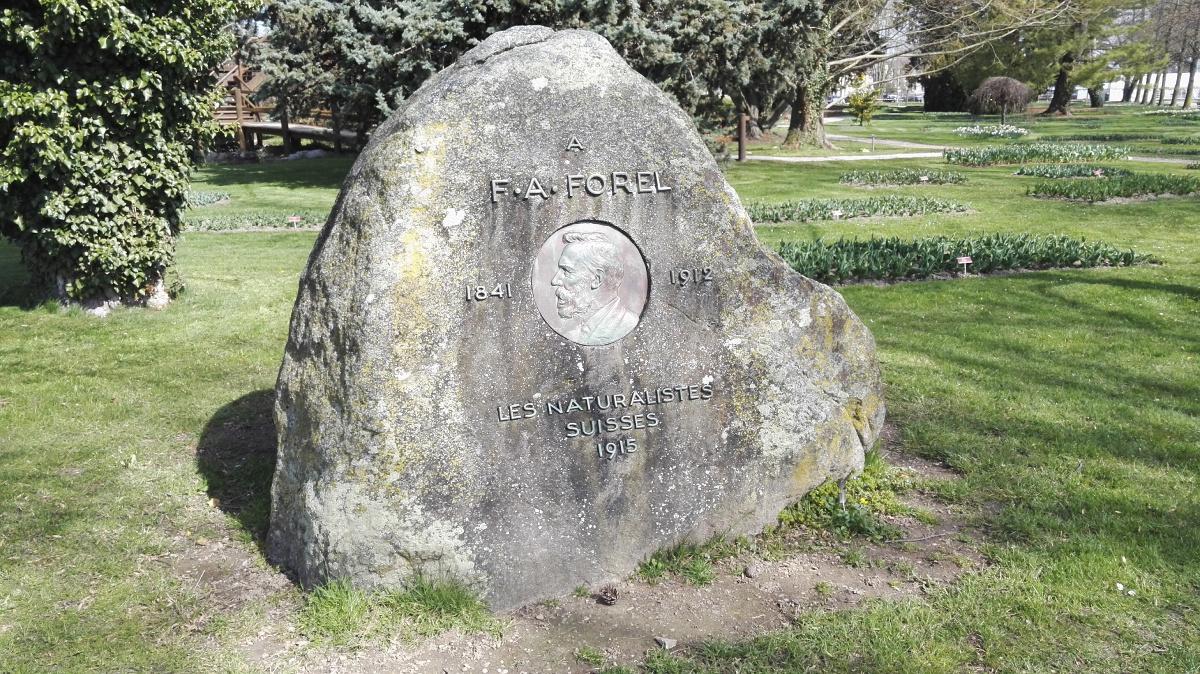
Monumento dello scultore Raphaël Lugeon in ricordo di François-Alphonse Forel

Morì a Morges nell'agosto 1912. Ha accumulato un totale di 288 pubblicazioni accademiche. La sua conoscenza era così ampia da essere definito "il Faraday dei laghi" nel suo necrologio su Nature Magazine.

## Riconoscimenti
L'Institut François-Alphonse Forel dell'Università di Ginevra prende il nome da lui, così come il ghiacciaio Forel nella Terra di Graham, in Antartide, e il Mont Forel in Groenlandia. Prendono il nome da lui anche la stazione Forel a Maule, in Cile, perché ha vissuto vicino alla stazione, e il sommergibile F.-A. Forel (PX-28), utilizzato per effettuare misurazioni scientifiche nel Lago di Ginevra.
Forel era stato membro della Leopoldina dal 1891 e membro onorario della Royal Society di Edimburgo dal 1910.